# Sergey Krushevskiy
Sergey Krushevskiy, né le 19 mai 1976 à Tachkent, est un coureur cycliste ouzbek. 

## Palmarès
- 1999
  - Trofeo Luciano Pasinetti
- 2001
  - Coppa Cicogna
  - Trofeo L'Eco del Chisone
  - 3e et 4e étapes du Tour de Navarre
  - 2e de Milan-Tortone
  - 2e du Grand Prix de l'industrie et du commerce de San Vendemiano
  - 3e de la Coppa Fiera di Mercatale
- 2002
  -  Champion d'Ouzbékistan sur route
  -  Champion d'Ouzbékistan du contre-la-montre
  - Tour de la Somme
  -  Médaillé d'or de la course en ligne des Jeux asiatiques
  -  Médaillé de bronze du contre-la-montre des Jeux asiatiques
- 2003
  -  Champion d'Ouzbékistan sur route
  -  Champion d'Ouzbékistan du contre-la-montre
- 2004
  - Classement général du Tour de la Somme
  - 3e des Boucles de l'Aulne
- 2005
  - 2e du Grand Prix de Dourges
- 2006
  - Grand Prix Ost Fenster
  - Prix de Gouy-sous-Bellonne
  - 2e du Grand Prix de Gommegnies
  - 3e du Grand Prix de Lys-lez-Lannoy

## Classements mondiaux
| Année           | 2005 |
| --------------- | ---- |
| UCI Europe Tour | 462e |